# Свети Стефан (православна църква в Сан Стефано)
 Тази статия е за православната църква в Сан Стефано.  За римокатолическата вижте Свети Стефан (римокатолическа църква в Сан Стефано).  За арменската вижте Свети Стефан (арменска църква в Сан Стефано).
„Свети Стефан“ (на гръцки: Ἱερός Ναός Ἁγίου Στεφάνου; на турски: Ayastefanos) е православна църква в Сан Стефано (на турски Йешилкьой), предградие на Истанбул, Турция, енорийски храм на Деркоската епархия на Вселенската патриаршия.

## Местоположение
Сградата е разположена на улица „Мирасйеди“ № 9.

## История
Сградата е построена в 1845 година на мястото на разрушен за целта по-стар храм. Смята се, че на мястото е имало византийски храм. Храмът е каменен и от източната му стена има украсен византийски саркофаг от късния V – ранния VI век, както и йонийски капител до него. Според легендата саркофагът е свъзраздн с хипогеума в Бакърьой.
Разходите по изграждането на храма са поети от Богоз Дадиян, арменец, голям благотворител на православната община в Сан Стефано. Храмът е осветен от патриарх Мелетий III Константинополски на 9 септември 1845 година. Църквата е една от малкото в Истанбул, която не пострадва при Истанбулския погром от 6 септември 1955 година. На 8 октомври 1995 година в присъствието на патриарх Вартоломей I Константинополски тържествено е отбелязана 150-годишнината на храма.